# Ince Blundell
Ince Blundell – wieś w Anglii, w hrabstwie ceremonialnym Merseyside, w dystrykcie metropolitalnym Sefton. Leży 14 km na północ od centrum Liverpool i 298 km na północny zachód od Londynu. Miejscowość liczy 518 mieszkańców.